# 我是处女座
《我是处女座》，是一部于2016年11月25日上映的中国大陸愛情电影。
導演為陈兵，主演為安以轩、安宰贤、方中信。電影由中影上元(北京)国际影视投资有限公司、乐秀(北京)科技有限公司、北京上元中太国际文化发展有限公司、北京元典星焜文化传媒有限公司联合出品。電影講述的是两名处女座男女之间的愛情故事。